# Drezzo
Drezzo (Drezz in dialetto comasco, AFI: /ˈdrɛʦ/), è un centro abitato della Lombardia, frazione del comune sparso di Colverde, di cui costituisce un municipio. Fino al 3 febbraio 2014 costituiva un comune autonomo. Circa metà del territorio è parte del parco della Spina Verde, di cui Drezzo comprende l'estremo ovest.

## Origini del nome
Secondo il Dizionario di toponomastica lombarda di Dante Olivieri, il toponimo Drezzo deriverebbe dal vocabolo lombardo drizz, ossia "diritto". Un'altra ipotesi - storicamente meno attendibile - lo associerebbe alla popolazione dei Reti.

## Storia
La più antica attestazione sull'esistenza di Drezzo è un atto notarile dell'anno 739, conservato nell'Archivio di Stato di Milano, in cui vengono citati un tal Hadalperto de Drezzi e un certo Lupus de Drizzi.
Una pergamena dell'852 fa invece riferimento a Orsa, Natazia e Vecilio, figli di un tal Ursoaldo, fattore di una masseria di Drezzo.
Secondo quanto si racconta in un poema anonimo il cui autore è indicato come Anonimo Cumano, nel XII secolo Drezzo si schierò con Milano nella guerra contro Como. In quel tempo, parte delle terre di Drezzo appartenevano al Monastero di Sant'Ambrogio di Milano; per questo motivo, nel 1121 i Comaschi attaccarono il borgo distruggendone il castello, descritto come un sistema dotato di due torri difensive gemelle collocate su un aspro colle e di una cinta fortificata in legno e pietra con fossato. Seppur oggi non resti traccia alcuna di queste fortificazioni, secondo alcuni il castello si sarebbe sviluppato o dove oggi si trova Villa Franchi o in località La Rocca.
Nel 1170, Drezzo risultava far parte del Contado del Seprio unitamente a Parè e Chiasso.
Nel 1240, la giurisdizione su Drezzo passò al quartiere Porta Torre di Como.
Gli annessi agli Statuti di Como del 1335 riportano “Dreze” tra i comuni incaricati della manutenzione dell'attuale via Cardano di Monte Olimpino, in quel tempo identificata come la strada che da Cardevio giungeva al Sassum de Cardavio passando dal pianoro dove si trovava un nucleo di case già appartenute a tal Albertus Zanforgi. Gli stessi Statuti elencano Drezzo tra i comuni facenti parte di quella pieve di Uggiate in cui Drezzo rimarrà inserito fino alla fine del XVIII secolo.
Nel XVII secolo il paese risultava essere un centro agricolo, dedito alla coltivazione di cereali, castagni, gelsi e vitigni. In questo periodo Drezzo era formato dai cassinaggi di Cassina al Monte (detta anche Cassina Rodiani e Ronco di Sopra), Cassina della Madonna Santa Chiesa di Sopra, Prevella e Rocca di sotto, nonché dalla zona dei cinque cosiddetti mulini di Chiasso Maggiore (Peverell, Molinell, Zeppett, Galett e Faustin). Nel 1751, quest'ultima zona del territorio drezzese viene indicata globalmente come Molino di Chiasso maggiore.
Drezzo fu concesso in feudo alla famiglia dei Raimondi, che da qui ricavavano il censo delle carni, del sale e del vino, (quest'ultimo ottenuto da vitigni citati anche da Cesare Cantù ma abbandonati a partire dal terzo decennio del Novecento). Nel 1751 il comune risultò essersi già redento dall'infeudazione, attraverso un pagamento periodico in denaro a cadenza quindecennale. Più precisamente, le condizioni della redenzione vennero stabilite nel 1652 dalla città di Como, che quattro anni più tardi si aggiudicò in feudo Drezzo e altri territori delle pievi di Uggiate, Fino e Zezio al fine di mantenere tali territori il più possibile liberi da diritti feudali da parte di terzi che avrebbero potuto così sottrarsi all'obbligo di versare tasse alla stessa città. Altre famiglie nobiliari aventi proprietà in Drezzo furono gli Odescalchi, i Franchi, i Rusca e i Bonomi.
In età napoleonica il comune di Drezzo fu soppresso e, nel 1809, unito a quello di Gironico, al quale furono aggregati anche quelli di Parè e di Montano. Questa unione durò sino al 1816 quando fu ripristinata la situazione precedente.

Posizione dell'ex comune di Drezzo nella provincia di Como

Nel 1928 i comuni di Parè, Drezzo e Cavallasca furono fusi in un unico comune, denominato Lieto Colle (il nome fu ispirato da Margherita Sarfatti, ai tempi amante di Mussolini e proprietaria della villa del Soldo a Cavallasca). La sede del municipio di Lieto Colle era a Parè. Dopo la Liberazione emerse subito il malcontento degli abitanti per l'unione, ma fu solo nel 1956 che il comune di Lieto Colle fu soppresso, ricostituendo i tre comuni originari.
Il 3 febbraio 2014, i comuni di Drezzo, Parè e Gironico sono stati aggregati nel nuovo comune di Colverde, in seguito all'esito positivo del referendum consultivo tenutosi il 1º dicembre 2013.

### Simboli
Lo stemma e il gonfalone di Drezzo erano stati concessi con decreto del presidente della Repubblica del 27 giugno 1983.
Il gonfalone era un drappo troncato di giallo e di rosso.

## Monumenti e luoghi d'interesse

### Architetture religiose

#### Chiesa della Madonna Assunta
La sommità del colle di Drezzo ospita la chiesa della Madonna Assunta,  localmente conosciuta come “Gesa a volt” o "Chiesa Alta". Di origine romanica ma più volte rimaneggiata nel corso dei secoli, la chiesa rappresenta probabilmente uno dei più antichi edifici cristiani nella zona. Dal 1935, la chiesa costituisce un santuario della Diocesi di Como. Per questo motivo, la chiesa è anche nota come "Santuario dell'Assunta".
Internamente, la chiesa conserva un affresco della prima metà del Quattrocento, raffigurante una Madonna con Bambino. Altri affreschi ornano la facciata del Santuario. Dalla fine degli anni 1990, lungo la salita a ciottoli che conduce alla chiesa, è allestito un percorso ad icone secondo una via lucis.

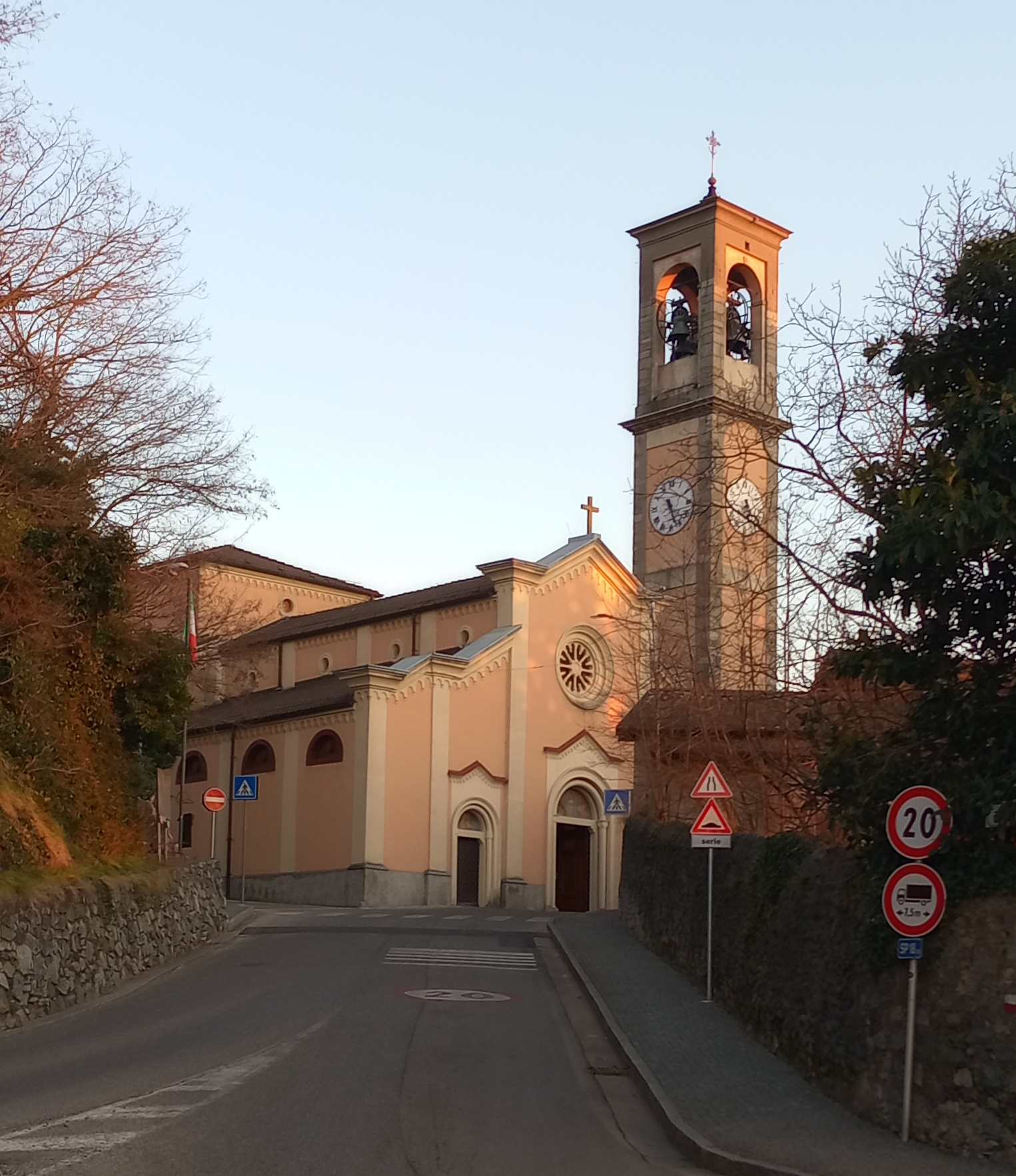
Chiesa dei SS. Rocco e Sebastiano

#### Chiesa dei Santi Rocco e Sebastiano
La chiesa dei Santi Rocco e Sebastiano fu costruita nel Seicento in luogo di una preesistente cappella dedicata a San Rocco e menzionata negli atti della visita pastorale del 1592 da parte del vescovo Ninguarda. Situata grossomodo in corrispondenza della navata centrale dell'attuale parrocchiale, la chiesa fungeva da cappella per un vicino ospizio per viandanti che si trovava nell'attuale villa Franchi, a cui la era direttamente collegata tramite un passaggio sotterraneo. Dopo essere stata ampliata nel XVIII secolo, la chiesa divenne sede principale delle funzioni della Parrocchia di Drezzo, che venne eretta il 16 dicembre 1752. Interventi di restauro si registrarono nel 1900 e nel biennio 1996-1997.

### Architetture civili
- Villa Franchi, risalente al XVIII secolo,[40] che in passato comprendeva una ghiacciaia e un torchio.[41] Durante la seconda guerra mondiale, la villa fu occupata da soldati tedeschi.[42]
- Villa Rusca,[43] già sede delle scuole elementari del paese.[44].
- Cascina Rodiani, edificio rurale già appartenuto a Roberto Calvi.[45]

## Società

### Evoluzione demografica

#### Demografia pre-unitaria
- 1597: 178 abitanti[9]
- 1702: 228 abitanti[9]
- 1751: 256 abitanti[17]
- 1771: 267 abitanti[18]
- 1779: 328 abitanti[20]
- 1805: 310 abitanti[20]
- 1809: 310 abitanti (prima dell'annessione a Gironico)[20]
- 1853: 465 abitanti[21]

#### Demografia post-unitaria
Abitanti censiti

### Religione

#### Ricorrenze
- Tutti gli anni dal 6 agosto al 15 agosto nella piccola chiesetta denominata Chiesa Alta (nel dialetto locale: Gesa a Volt) alle ore 20 si celebra la novena in onore della Madonna Assunta. In tale periodo sul colle dove sta la chiesetta è attivo un crotto che può offrire da mangiare a più di 300 persone.
- 16 agosto: San Rocco
- 20 gennaio: San Sebastiano

## Economia
Numerose sono le testimonianze della vocazione agricola di Drezzo (territorio nel quale in passato era diffusa la viticoltura), con la presenza di attività agricole ancora attive specialmente nella Val Mulini.
Nonostante la presenza di alcune piccole attività industriali, numerosi sono i frontalieri impiegati nella vicina Svizzera, raggiungibile tramite il valico di Drezzo-Pedrinate. Situato a 400 m s.l.m., tale valico collega Drezzo alla frazione Pedrinate del comune svizzero di Chiasso.

## Amministrazione

### Gemellaggi
Opatov, dall'11 settembre 2004.

### Annotazioni
1. ↑  Per il dialetto comasco, si utilizza l'ortografia ticinese, introdotta a partire dal 1969 dall'associazione culturale Famiglia Comasca nei vocabolari, nei documenti e nella produzione letteraria.

### Fonti
1. ↑  Dato Istat - Popolazione residente al 31 dicembre 2010.
2. ↑   Classificazione sismica (XLS), su rischi.protezionecivile.gov.it.
3. ↑   Luciano Canepari, Drezzo, in Il DiPI: dizionario di pronuncia italiana, Bologna, Zanichelli, 1999, ISBN 88-08-09344-1.
4. ↑   AA. VV., Dizionario di toponomastica. Storia e significato dei nomi geografici italiani., Milano, Garzanti, 1996,  p. 254, ISBN 88-11-30500-4.
5. ↑   Statuto comunale di Colverde (PDF), su dait.interno.gov.it.
6. 1 2 3 4 5  Manzoni, Drezzo, p. 39.
7. ↑  Mancini, La comunità di Drezzo nei secoli, p. 11.
8. ↑  Mancini, Colverde [...] una sola storia, p. 7
9. 1 2 3 4 5 6 7 8 9 10   Le origini di Drezzo | Comune di Colverde, su mycolverde.it. URL consultato il 2 maggio 2020.
10. 1 2 3 4  Borghese, p. 211.
11. 1 2 3 4  Mancini, La comunità di Drezzo nei secoli, p. 12.
12. ↑  Mancini, Colverde [...] una sola storia, p. 10
13. 1 2 3  Castiglioni, Colverde [...] una sola storia, p. 123
14. 1 2  Mancini, La comunità di Drezzo nei secoli, p. 13.
15. ↑  Manzoni, Drezzo, pp. 39-40.
16. 1 2 3 4 5 6 7  Manzoni, Drezzo, p. 40.
17. 1 2 3 4 5   Comune di Drezzo, sec. XIV - 1757 – Istituzioni storiche – Lombardia Beni Culturali, su lombardiabeniculturali.it. URL consultato il 2 maggio 2020.
18. 1 2   Comune di Drezzo, 1757 - 1797 – Istituzioni storiche – Lombardia Beni Culturali, su lombardiabeniculturali.it. URL consultato il 2 maggio 2020.
19. ↑  Mancini, La comunità di Drezzo nei secoli, pp. 15-19.
20. 1 2 3 4   Comune di Drezzo, 1798 - 1809 – Istituzioni storiche – Lombardia Beni Culturali, su lombardiabeniculturali.it. URL consultato il 2 maggio 2020.
21. 1 2   Comune di Drezzo, 1816 - 1859 – Istituzioni storiche – Lombardia Beni Culturali, su lombardiabeniculturali.it. URL consultato il 2 maggio 2020.
22. ↑  Mancini, La comunità di Drezzo nei secoli, p. 20.
23. ↑   Comune di Drezzo, 1859 - 1928 – Istituzioni storiche – Lombardia Beni Culturali, su lombardiabeniculturali.it. URL consultato il 2 maggio 2020.
24. ↑   Comune di Drezzo, 1956 - [1971] – Istituzioni storiche – Lombardia Beni Culturali, su lombardiabeniculturali.it. URL consultato il 2 maggio 2020.
25. ↑   Drezzo, decreto 1983-06-27 DPR, concessione di stemma e gonfalone, su Archivio Centrale dello Stato. URL consultato il 5 agosto 2022.
26. ↑   Chiesa della Madonna Assunta, Via alla Madonna - Drezzo (CO) – Architetture – Lombardia Beni Culturali, su lombardiabeniculturali.it. URL consultato il 14 febbraio 2020.
27. 1 2 3 4   STORIA, su Parrocchia di Drezzo e Parè, 11 maggio 2022. URL consultato il 21 novembre 2023.
28. ↑   RomaniCOMO, su romanicomo.it. URL consultato il 22 marzo 2020 (archiviato dall'url originale il 15 agosto 2020).
29. ↑   Redazione, IL SANTUARIO RINATO DI DREZZO, su corrieredicomo.it. URL consultato il 13 febbraio 2020 (archiviato dall'url originale il 14 febbraio 2020).
30. ↑   Santuario Madonna Assunta, su mycolverde.it. URL consultato il 21 novembre 2023.
31. 1 2   guidasantuari, Madonna Assunta di Drezzo | GuidaSantuari Santuari e Miracoli, su GuidaSantuari, 29 maggio 2017. URL consultato il 21 novembre 2023.
32. ↑   Santuari diocesani e templi votivi – Santuari Diocesani, su santuari.diocesidicomo.it. URL consultato il 21 novembre 2023.
33. 1 2   Ente Parco Regionale Spina Verde, su enteparco.spinaverde.it. URL consultato il 21 novembre 2023.
34. ↑   parks.it,  http://www.parks.it/parco.spina.verde.como/gallery.php. URL consultato il 14 febbraio 2020.
35. ↑   Addio a don Giovanni Valassina Storico parroco di Como e Drezzo, su laprovinciadicomo.it. URL consultato il 14 febbraio 2020.
36. ↑   Chiesa dei SS. Rocco e Sebastiano - complesso, Via alla Chiesa - Drezzo (CO) – Architetture – Lombardia Beni Culturali, su lombardiabeniculturali.it. URL consultato il 14 febbraio 2020.
37. ↑   Frazione di Drezzo | Comune di Colverde, su mycolverde.it. URL consultato il 14 febbraio 2020.
38. ↑   DREZZO (CO), S. Maria Assunta, su care.huma-num.fr.
39. 1 2   SIUSA - Parrocchia di S. Rocco in Drezzo, su siusa.archivi.beniculturali.it. URL consultato il 14 febbraio 2020.
40. ↑   Villa Franchi - complesso, Via Franchi, 2 - Drezzo (CO) – Architetture – Lombardia Beni Culturali, su lombardiabeniculturali.it. URL consultato il 14 febbraio 2020.
41. ↑  Mancini, Colverde [...] una sola storia, p. 64
42. ↑  Mancini, Colverde [...] una sola storia, p. 65
43. ↑  Mancini, Colverde [...] una sola storia, p. 63
44. ↑  Mancini, Colverde [...] una sola storia, p. 66
45. ↑  Mancini, Colverde [...] una sola storia, p. 67
46. ↑  Statistiche I.Stat - ISTAT;  URL consultato in data 28-12-2012.
47. 1 2 3  Manzoni, Drezzo, p. 41.
48. ↑   Paola Loddo, Il punto di vista della famiglia di origine, in MINORIGIUSTIZIA, n. 1, 2017-03,  pp. 56-65, DOI:10.3280/mg2017-001007. URL consultato il 29 febbraio 2020.